# Aardbeving Guayas 2023
De aardbeving in de provincie Guayas (Ecuador) op 18 maart 2023 gebeurde om 12:12 uur plaatselijke tijd (17:12 UTC).
De getroffen gebieden zijn het zuidwesten van Ecuador en het noorden van Peru. Er vielen zeker veertien doden en honderden gewonden. Het epicentrum lag zo'n 80 kilometer ten zuiden van de grote stad Guayaquil.
De aardbeving had een magnitude van 6.8 Mw en een maximale MMI-intensiteit van VII (Very Strong).
De tektoniek van Ecuador wordt gedomineerd door de gevolgen van de subductie van de Nazcaplaat onder de Zuid-Amerikaanse Plaat.